# Saint Hilaire (groupe)
 (juillet 2023).
Si vous disposez d'ouvrages ou d'articles de référence ou si vous connaissez des sites web de qualité traitant du thème abordé ici, merci de compléter l'article en donnant les références utiles à sa vérifiabilité et en les liant à la section « Notes et références ».

Saint Hilaire est un groupe de rock originaire de Rouen.

## Composition
- Fabien Tourrel : chant, guitare
- Élisabeth Surlemont : violon, chant
- Édouard Beignot : guitare électro-acoustique, guitare électrique
- Adrien Chosson / Antoine "Marchmal" Marchalot : basse
- Éric "Derrick" Lai Doo Woo : batterie, chant, ukulélé
- Fabrice Vanvert "Fab V" : mixage, chant
- Benjamin Soudais : clarinette
- Raphaël Huybrechts : piano, synthé, chant
- Vincent Royon : mascotte

## Biographie

### La genèse
Originaire de Marseille, Fabien Tourrel s'installe à Paris où il forme "Les Bertelouzes" en 2000, dont les premières compositions se font entendre sur les ondes de Oui-FM dans l'émission Le Monde de monsieur Fred.
Quelques années plus tard, il forme le "Big Louze Band" accompagné de Michel Bismuth, de Guillaume Thiery et d'Ilyess Mejri.
En 2010, Fabien il s'installee à Rouen, dans quartier Saint-Hilaire.

### La formation
En février 2010 : Fabien rencontre Raphaël Huybrechts qui lui propose d'arranger quelques-uns de ses titres. Puis Élisabeth Surlemont les rejoint, suivi de près par Derrick, le batteur Toulousaing' et les violoncellistes bassistes Adrien et Marchmal.
Après quelques concerts, rencontrent Fab' V, chez qui ils enregistrent leur premier titre.

### La sortie de l'album
Après plus de deux ans de travail, le groupe signe un contrat chez Puzzle Production et sort son premier opus, éponyme, le 30 juin 2016.
En Septembre 2016 "le syndrome de la guérite" est sélectionné en playlist sur France Bleu Normandie. Le groupe est également invité à jouer lors du concert anniversaire des 30 ans de la radio.
Juin 2017, le groupe signe chez NOA Music leur deuxième album Has been.

## Discographie

### Albums
- 2018 : Has been
- 2016 : Saint Hilaire

### Singles
- 2018 : Has been
- 2018 : C'était mieux avant
- 2016 : Ma vie en Access Prime Time
- 2015 : Le syndrome de la guérite

### Vidéo Clips
- 2018 : C'était mieux avant
- 2016 : Le mariage
- 2016 : La théorie du complot

- 2015 : Je Veux du Showbiz
- 2014 : Le marché des transferts
- 2014 : Sur les forums
- 2014 : Ma vie en "Access Prime Time"

## Articles journaux
- Seine-Maritime: le groupe Saint-Hilaire de Rouen ou l'histoire de médecins mélomanes, Tendance Ouest
- http://www.normandici.com/2016/06/rouennais-de-sainthilaire-sortent-premier-album-eponyme/
- Le tube de l’été chanté par un anesthésiste de Rouen, Ouest France, 19 août 2016
- Découvrez le groupe Saint Hilaire sur France Bleu Normandie, France Bleu
- Des médecins rouennais se lancent dans la chanson, France Bleu, 1er septembre 2016